# Leroy Hutson
Leroy Hutson (Newark, 4 de junho de 1945) é um cantor, compositor, arranjador, produtor musical e instrumentalista estadunidense, mais conhecido por ser o vocalista do grupo de R&B The Impressions.

## Discografia
- Love Oh Love (1973)
- The Man! (Spring 1974)  (#36 1974)
- Hutson (Spring 1975)  (#46 1975)
- Feel The Spirit (February 1976)  (#21 1976)
- Hutson II (November 1976)  (#26 1976)
- Closer To The Source (February 1978)
- Unforgettable (October 1979)  (#69 1979)
- Paradise (1982)
- The Best of Leroy Hutson Vol. 1 (May 2006)
- Soothe You Groove You (2009)